# III. Hugó ciprusi király
III. Hugó ciprusi király vagy Antiókhiai Hugó (1235. – 1284. március 24.) a Ciprusi Királyság és a Jeruzsálemi Királyság régense, majd királya volt.

## Élete

### Ciprus és a Jeruzsálemi Királyság régense
1261-ben meghalt Antiókhiai Plaisance, aki az ekkor még csak nyolcéves fia II. Hugó helyett régensként gyakorolta a hatalmat Cipruson, illetve bailliként Jeruzsálemben, ahol a gyermek volt a régens a Konradin néven is emlegetett III. Konrád jeruzsálemi király helyett. A gyermek király egyik unokatestvére, Antiókhiai Hugó még ebben az évben átvette a régensi szerepet Cipruson, szülei, Izabella és Antiókhiai Henrik pedig 1263-ban közösen Jeruzsálemben. 1264-ben azonban meghalt Izabella, és ekkor a Jeruzsálemi Királyság nemesei Hugót választották meg a királyság régensének. Ezzel a két ország régensi pozíciója Hugó kezébe került. Nem nevezett ki maga helyett baillit, hanem figyelmét megosztva igyekezett irányítani a két királyságot.
Régensként a ciprusi csapatok bevonásával igyekezett megvédeni a Jeruzsálemi Királyságot a rendkívül ambiciózusan előretörő Bajbarsz egyiptomi szultánnal szemben. Megerősítette Akkont és több csatában szállt szembe az egyiptomiakkal, miközben azok sorra pusztították el a királyság városait és megdöntötték az Antiochiai Fejedelemséget. 1268-ban fegyverszünetet kötött a szultánnal.

### Trónra lépése
1267 decemberében meghalt a gyámsága alatt álló, II. Hugó király, és III. Hugó néven Ciprus trónjára lépett. Alig egy évvel ezt követően 1268. október 29-én Anjou Károly szicíliai király lefejeztette Konradint, a Jeruzsálemi Királyság törvényes, de trónját soha el nem foglaló uralkodóját. Ezt követően – noha a trónöröklési sorban nem ő következett és vetélytársai igyekeztek trónigényüket érvényesíteni – a tettre kész, fiatal Hugó került a Jeruzsálemi Királyság trónjára is. Jeruzsálem királyává 1269. szeptember 24-én koronázták meg Türoszban. Ezzel 63 év után ismét egy személy került a Ciprusi Királyság és a Jeruzsálemi Királyság trónjára.

### Politikai törekvései és harc hatalomért
A király igyekezett házasságok révén egységet teremteni a Jeruzsálemi Királyságban, és szövetséget teremteni a szárazföldön a jelentősebb családok között. Megbékélt a Montfort családdal, és ő maga feleségül vette Ibelin Izabellát. Ezzel a Jeruzsálemi Királyságban viszonylagos egyensúlyt tudott teremteni, ciprusi alattvalóit azonban a törvények értelmében nem kötelezhette, hogy vegyenek részt a szárazföld megmentéséért folytatott harcokban.
Hugó törekvései egyrészt a szárazföldön a keresztesek kezén maradt területek összefogására irányultak, másrészt – mivel támogatásra nem számíthatott – igyekezett fegyverszünetet fenntartani Bajbarsz szultánnal. Uralkodását ennek ellenére nemesi torzsalkodások, és a törökök megújuló portyái jellemezték. Sem az egyes városok, sem a királyságban működő lovagrendek hűségét nem sikerült maradéktalanul biztosítania, sőt egyes szereplők – így például a templomos lovagrend – ellenségesen lépett fel vele szemben. Ezért 1276 végén elhagyta a Jeruzsálemi Királyságot és Ciprusra hajózott. Az így keletkezett hatalmi vákuumban, Akkonban megjelentek Anjou Károly követei, aki egy trónkövetelőtől Anitókhiai Máriától megvásárolta annak állítólagos trónutódlási jogát, majd bejelentette igényét a Jeruzsálemi Királyság trónjára. Az Anjou Károly által kinevezett bailli követelte, hogy Akkon nemesei fogadjanak neki hűséget, amire némi bizonytalankodás után sor is került.

### A szárazföldi hatalom visszaszerzése és halála
1279-ben Hugó visszatért a szárazföldre, de mivel nem tudott eredményesen fellépni a templomosok ellen, így ismét visszatért Ciprusra. 1282. március 30-án azonban az elégedetlen szicíliaiak a szicíliai vecsernye során megbuktatták Anjou Károlyt Szicíliában. Ezzel keleti tervei is romba dőltek és Hugó augusztusban visszatért a szárazföldre, ahol megerősítette hatalmát. Nem is tért már vissza Ciprusra: 1284. március 4-én Türoszban halt meg 49 évesen.

### Öröksége
Hugót mindkét királyság élén fia, János követte, akit mindössze egyéves uralkodás után Hugó másik fia Henrik követett. Henrik uralkodásának idején az egyiptomiak végül elfoglalták a Jeruzsálemi Királyság maradványait, megsemmisítve a keresztesek szárazföldi államát.